# Вимиозу
Вимиозу (порт. Vimioso, [vimi'ozu], мирандск. Bumioso) — посёлок городского типа в Португалии, центр одноимённого муниципалитета в составе округа Браганса. По старому административному делению входил в провинцию Траз-уж-Монтиш и Алту-Дору. Входит в экономико-статистический субрегион Алту-Траз-уш-Монтеш, который входит в Северный регион. Численность населения — тыс. жителей (посёлок), 5315 тыс. жителей (муниципалитет). Занимает площадь 481,47 км².
Покровителем посёлка считается Сан-Висенте.
Праздник посёлка — 10 августа.

## Расположение
Посёлок расположен в 31 км на юго-восток от адм. центра округа города Браганса.
Муниципалитет граничит:
- на севере — муниципалитет Испания
- на востоке — муниципалитет Миранда-ду-Дору
- на юге — муниципалитет Могадору
- на западе — муниципалитет Маседу-де-Кавалейруш
- на северо-западе — муниципалитет Браганса

## История
Город основан в 1516 году.

## Демография
| Численность населения муниципалитета по годам | Численность населения муниципалитета по годам | Численность населения муниципалитета по годам | Численность населения муниципалитета по годам | Численность населения муниципалитета по годам | Численность населения муниципалитета по годам | Численность населения муниципалитета по годам | Численность населения муниципалитета по годам | Численность населения муниципалитета по годам |
| --------------------------------------------- | --------------------------------------------- | --------------------------------------------- | --------------------------------------------- | --------------------------------------------- | --------------------------------------------- | --------------------------------------------- | --------------------------------------------- | --------------------------------------------- |
| 1801                                          | 1849                                          | 1900                                          | 1930                                          | 1960                                          | 1981                                          | 1991                                          | 2001                                          | 2004                                          |
| 1831                                          | 5555                                          | 11 086                                        | 11 484                                        | 12 782                                        | 8500                                          | 6323                                          | 5315                                          | 5105                                          |

## Состав муниципалитета
В муниципалитет входят следующие районы:
1. Алгозу
2. Ангейра
3. Аргозелу
4. Авеланозу
5. Кампу-де-Вибораш
6. Карсан
7. Касарельюш
8. Матела
9. Пинелу
10. Сантульян
11. Ува
12. Вале-де-Фрадеш
13. Вилар-Секу
14. Вимиозу